# LB 1–3
Langelandsbanen (LB), eine dänische Privatbahn auf Langeland, beschaffte für den Betrieb auf ihren 1911 eröffneten Strecken Rudkøbing–Bagenkop und Skrøbelev–Spodsbjerg drei Tenderlokomotiven und einen Dampftriebwagen.
Nachdem der Dampftriebwagen LB M 1 die Erwartungen nicht erfüllte, wurde dieser 1914 in einen Reisezugwagen umgebaut und dafür eine weitere Dampflokomotive, die LB 4, gekauft.

## Geschichte
1911 lieferte Henschel & Sohn in Kassel mit den Fabriknummern 10311–10313 drei Zweizylinder-Heißdampf-Tenderlokomotiven der Achsfolge 1' C. Jede dieser Lokomotiven kostete 23.975 dänische Kronen.
Sie besaßen Rahmen- und Seitenwasserkästen und wurden um 1942 mit Druckluftbremse ausgestattet.
Nachdem die Bahngesellschaft sehr bald den Personenverkehr auf ihrem Streckennetz mit Triebwagen durchführte, standen sie zu Beginn des Zweiten Weltkrieges teilweise für andere Aufgaben zur Verfügung.

### LB 1
Die Lokomotive wurde Anfang 1945 an die Vejle–Vandel–Grindsted Jernbane – (VVGJ) ausgeliehen. Von Saboteuren wurde dort am 10. März 1945 der rechte Zylinder gesprengt. Daraufhin erfolgt die Abstellung der Lok sowie ihre Ausmusterung 1952. Im gleichen Jahr wurde sie der Firma H. I. Hansen in Odense zur Verschrottung verkauft.

### LB 2
Die LB 2 wurde bereits 1941 an die Odense Sukkerkogeri verliehen. 1944 kam sie leihweise zur Vejle–Vandel–Grindsted Jernbane – (VVGJ) und nach nur kurzem Einsatz zur Horsens–Juelsminde Jernbane – (HJJ), wo sie bis 1946 verblieb. 1952 erfolgt die letzte Untersuchung. Ihre Abstellung erfolgte im Dezember 1955, die Ausmusterung 1957. Sie wurde noch 1957 zur Verschrottung an Ringsted Jernhandel übergeben.

### LB 3
1946 wurde die Lokomotive zur Amagerbanen – (AB) ausgeliehen. Anschließend erfolgte 1948 ein leihweiser Einsatz bei Sydfyenske Jernbaner – (SFJ). Die letzte Untersuchung erfolgte 1952. Bis zur Abstellung im Februar 1956 blieb sie im Dienst. Die Ausmusterung und Verschrottung in Rudkøbing durch die Odense Produktforretning erfolgte 1962.